# Fenwick Island
Fenwick Island est une ville américaine située dans le comté de Sussex, dans l'État du Delaware.

## Démographie
| 1960 | 1970 | 1980 | 1990 | 2000 | 2010 |
| ---- | ---- | ---- | ---- | ---- | ---- |
| 48   | 56   | 114  | 186  | 342  | 379  |

Selon le recensement de 2010, Fenwick Island compte 379 habitants. La municipalité s'étend sur 0,48 milles carrés (1,24 km2), dont 0,33 milles carrés (0,85 km2) de terres et 0,15 milles carrés (0,39 km2) d'eau.